# 小沼宏至
小沼 宏至（おぬま ひろし、1927年8月29日 - 1997年4月22日）は、日本の剣道家。段位は範士九段。警視庁剣道主席師範。流派は小野派一刀流。

## 経歴
福島県（会津）出身。

## 著書
- 『写真でみる剣道入門』新星出版社、1976年。